# Lepturges proximus
Lepturges proximus là một loài bọ cánh cứng trong họ Cerambycidae.